# Leptotarsus chaoianus
Leptotarsus chaoianus är en tvåvingeart som först beskrevs av Alexander 1949.  Leptotarsus chaoianus ingår i släktet Leptotarsus och familjen storharkrankar. Inga underarter finns listade i Catalogue of Life.